# Route nationale 17 (Burkina Faso)
Pour les articles homonymes, voir Route nationale 17.
La route nationale 17 (RN 17) est une route du Burkina Faso allant de Tamboué à Sangha. Sa longueur est d'environ 220 km avec un revêtement quasiment exclusivement en latérite.

## Tracé
- Route nationale 5 à Tamboué
  - Nioryida
  - Imasgo
  - Passebtenga vers Manga
  - Guiba
  - Bindé
  - Kaïbo-Centre
  - Niaogho
  - Béguédo
  - Komtoèga
  - Garango
- Tenkodogo
  - Moaga
  - Lalgaye
  - Dourtenga
  - Ouargaye
- Sangha
- Frontière entre le Burkina Faso et le Togo vers Nadjoundi